# The Bellamy Brothers
The Bellamy Brothers je americké country-popové duo.

## České coververze jejich písní
- Crossfire - Srdce jako kámen (Karel Gott)
- Down to you - Dál mi zní (Ohaři)
- I need more of you - Každé ráno (Ohaři)
- Let your love flow - Běž za svou láskou (Karel Gott)
- Old hippie - Léta jdou (Fešáci)
- Sugar Daddy – Nestůj lásko k lásce zády (Stanislav Procházka ml.)